# Harriet Howard

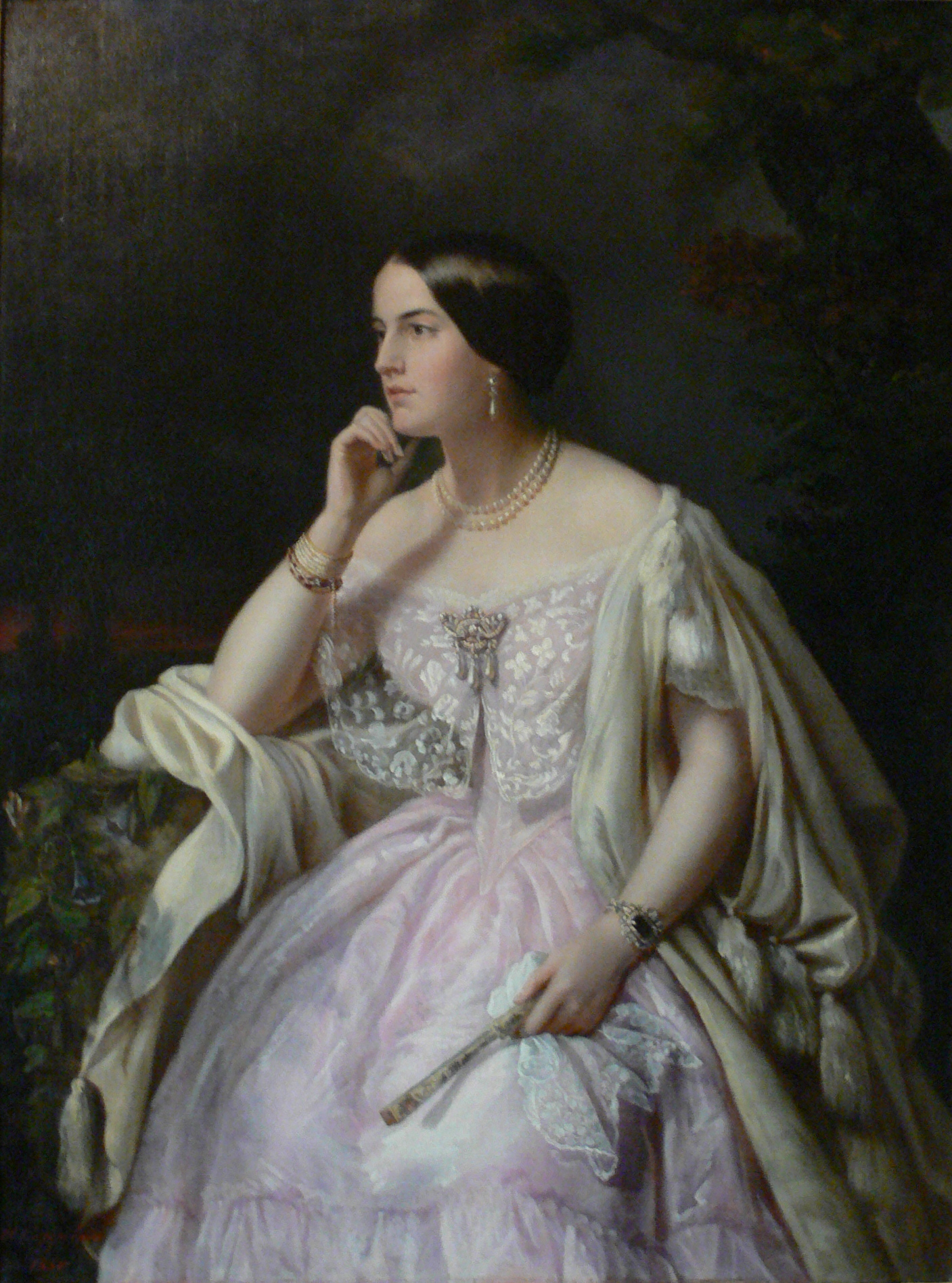
Henriette Cappelaere: Retrato de Elisabeth-Ann Haryett. Museo del segundo Imperio, palacio de Compiègne

Harriet Howard, nacida Elizabeth Ann Haryett (1823 –  1865) fue una actriz y cortesana británica. Amante de  Napoleon III, Harriet se convirtió en su principal sostén financiero antes de ser nombrado presidente de la República Francesa.

## Londres
Harriet Howard era hija de un zapatero y nieta del propietario del hotel Castle de Brighton. A los 15 años se escapó con Jem Mason, un conocido jockey, instalándose con él en Londres, donde se cambió el nombre a Harriet Howard con la intención de hacer carrera como actriz. A los 18 años se hizo amante de Mountjoy Martyn, hombre casado y mayor del Regimiento de los  life guards, con quien tuvo un hijo, Martin Constantin Haryett, que en su bautismo se presentó como hermano de Harriet. Martyn asignó una fortuna a ambos en señal de agradecimiento. 
En una fiesta de la condesa de Blessington  en 1846, conoció a Luis Napoleón, pretendiente al trono de Francia, que en esa época estaba exiliado en Londres. Poco después, él se instaló en su casa, y la fortuna de Harriet sirvió para financiar sus aspiraciones y maniobras para volver a Francia. Napoleón trajo consigo a sus dos hijos, Alejandro Luis Eugenio y Luis Ernesto Alejandro, habidos de una relación en la prisión de Ham, que se educaron junto a Martin.

## París
En 1848, Napoleón volvió a Francia y se convirtió en presidente de la República. Harriet se instaló con los tres chicos en la calle de Cirque, adyacente al palacio del Elíseo, donde se mantuvo como su amante en un discreto segundo plano. Harriet encontró una poderosa enemiga en la princesa Matilde Bonaparte, prima de Napoleón, que estuvo  prometida a él en 1836, y que también le había proporcionado ayuda financiera. Harriet siguió apoyando las aspiraciones de Napoleón para convertirse en emperador y sufragó generosamente su golpe de Estado de 1851. Un año después, tras confirmarse en un plebiscito, Luis Napoleón se convirtió en Napoleón III, emperador de los franceses. Esta situación lo empujó a buscar una emperatriz, apartando a Harriet de su esfera más próxima. Tras el rechazo de la princesa sueca Carola de Vasa y otras jóvenes de la alta nobleza europea, Napoleón eligió a la española Eugenia de Montijo. Cuando Napoleón anunció su boda, Harriet fue enviada a El Havre en una supuesta misión a Inglaterra, y en su ausencia, su casa fue saqueada por la policía, que hizo desaparecer todas las cartas personales que le había enviado el emperador. Una vez neutralizada su capacidad para comprometer al monarca, Napoleón concedió a Harriet numerosos privilegios.

## Condesa de Beauregard

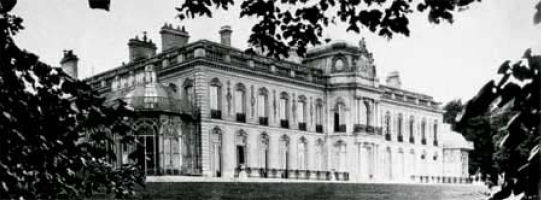
Palacio de Beauregard, en La Celle-St-Cloud. Fotografía de 1872, siendo su propietario el barón Moritz von Hirsch

La fortuna de Harriet se recuperó cuando Napoleón pagó sus deudas. Se le concedió el título de condesa de Beauregard, con la propiedad del palacio de Beauregard, cerca de la carretera que une La Celle-Saint-Cloud y Versalles, en los alrededores de París. A los seis meses de su boda, Napoleón retomó su relación con ella. Su esposa, que consideraba el sexo algo «desagradable», le prohibió verla, y él, que necesitaba un heredero, tuvo que claudicar.
En 1854, Harriet se casó con el capitán Clarence Trelawny, un criador de caballos inglés que utilizó el dinero de su esposa para sus negocios. Los dos hijos de Napoleón que ella había criado volvieron con su madre. El matrimonio con Trelawny no duró: se divorciaron en 1865, poco antes del fallecimiento de Harriet.
La relación con su hijo Martin también fue tensa. En la fiesta de su 21.er cumpleaños, Martin le preguntó públicamente: «Ahora que soy adulto, madre, ¿me dirás quién fue mi padre?». Martin fue nombrado conde de Béchevêt por Napoleón III, se casó con una noble húngara y tuvo tres hijos: Richard Martyn Haryett de Béchevêt, Grisilde Charlotte Haryett de Béchevêt y Marianne Josephine Haryett de Béchevêt. A la muerte de Martin, en 1905, su hijo Richard heredó el título
Harriet Howard está enterrada junto a su hijo en el cementerio de Le Chesnay, muy cerca del lugar donde estuvo el palacio, hoy desaparecido.